# 옥류아동병원
옥류아동병원(영어: Okryu Children's Hospital)은 조선민주주의인민공화국 평양시 대동강구역 내 문수거리에 위치한 어린이 종합병원이다. 조선로동당 창건기념일인 2013년 10월 10일에 건축면적 32,800 ㎡, 지하 1층과 지상 6층 규모로 개원하였으며, 평양의학대학 시설을 계승하였다. 옥류아동병원의 바로 앞에는 평양산원이 있다. 입원 중인 아동을 위해 병원 내에는 교육시설이 마련되어 있다. 제3차 남북정상회담 중 첫째 날인 2018년 9월 17일, 문재인 대통령의 부인 김정숙 여사는 정상회담이 진행되는 동안 김원균명칭 음악종합대학과 함께 옥류아동병원을 참관하였다.